# رومن یفگنیف
رومن یفگنیف (روسی: Роман Алексеевич Евгеньев؛ زادهٔ ۲۳ فوریهٔ ۱۹۹۹) بازیکن فوتبال اهل روسیه است.
از باشگاه‌هایی که در آن بازی کرده‌است می‌توان به باشگاه فوتبال دینامو مسکو اشاره کرد.
وی همچنین در تیم‌های ملی فوتبال زیر ۲۱ سال روسیه، و روسیه بازی کرده‌است.